# Paul Préboist
Pour les articles homonymes, voir Préboist.
Paul Préboist est un acteur français, né le 21 février 1927 à Marseille et mort le 4 mars 1997 dans le 7e arrondissement de Paris.

## Biographie
Fils d'un jockey d'origine provençale et d'une mère d'origine britannique, Paul Claude Préboist naît à Marseille et grandit dans le quartier de La Rose. Il devient à quatorze ans jockey d'obstacles ; par la suite, il travaille comme guichetier aux Assurances sociales. Pendant la Seconde Guerre mondiale, il se produit dans les brasseries marseillaises et les hôpitaux en pastichant les chansons de Fernandel et de Noël-Noël. À ses débuts, il joue ses premiers sketches avec un inconnu qui selon ses propres termes est « déjà très drôle et insupportable » : Louis de Funès. Il côtoie à l'époque les artistes de cabaret marseillais, tels que Fransined, le frère de Fernandel, ou Bréols. À l'invitation d'Henri Crémieux et Fransined, il s'installe à Paris où il suit les cours de la rue Blanche, puis se produit au théâtre et au cabaret.

### Au théâtre
Il interprète la pièce Drame à Toulon - Henri Martin de Claude Martin et Henri Delmas qui relate la vie et le procès de Henri Martin, marin opposé à la guerre d'Indochine et condamné à cinq années de réclusion pour participation à une « entreprise de démoralisation de l'armée et de la nation »,,. Charles Denner, René-Louis Lafforgue, José Valverde et Antoine Vitez sont quelques-uns des comédiens de la troupe. Les représentations sont interdites par plusieurs préfets et maires. Mais la censure est souvent déjouée et la pièce est jouée plus de trois cents fois.

### Au cinéma
Entre 1948 et 1992, il apparaît dans plus de 120 films, généralement dans des rôles comiques de second plan. Il tourne également dans une dizaine de téléfilms, dont sept épisodes de la série policière Les Cinq Dernières Minutes. Sa meilleure performance d'acteur (pour la critique) est sans doute dans le film de Gérard Brach de 1970, La Maison, où aux côtés de Michel Simon, il joue le rôle de Pascal, un personnage sensible, où il n'était pas attendu, même si à l'époque, le film, assez original, est très discret à sa sortie.
Par la suite, il arrivera à obtenir des premiers rôles en vedette dans certains films, comme Mon curé chez les nudistes, ou Le Facteur de Saint-Tropez.
Son frère Jacques Préboist apparaît à ses côtés dans de nombreux films.
À partir de 1985 et la fin des films dits « franchouillards », à petits budgets, où l'on faisait souvent appel à lui, il diminue ses prestations au cinéma.

### À la radio et à la télévision
Dans les décennies 1950 et 1960, il travaille à la radio aux côtés de Pierre Dac et Francis Blanche. Paul Préboist tient la vedette avec Pierre Dac dans le feuilleton radiophonique Bons baisers de partout (1966-1974).
Dans les années 1980, 1990, et jusqu'à sa mort, il apparaît très souvent, et souvent déguisé sans complexes, dans les émissions festives et joyeuses de divertissements de son ami Patrick Sébastien. Lors de son émission Le Grand Bluff, il affirme être toujours vierge.

### Fin de carrière et mort
Après une dernière apparition à l'automne 1994 dans Que le meilleur gagne, il prend sa retraite pour se consacrer à l'élevage de chevaux.
Il meurt le 4 mars 1997 dans le 7e arrondissement de Paris des suites d'une longue maladie. Plus tard dans l'année, Patrick Sébastien lui rend hommage avec un documentaire sur sa vie intitulé Adieu Paulo diffusé sur France 2.

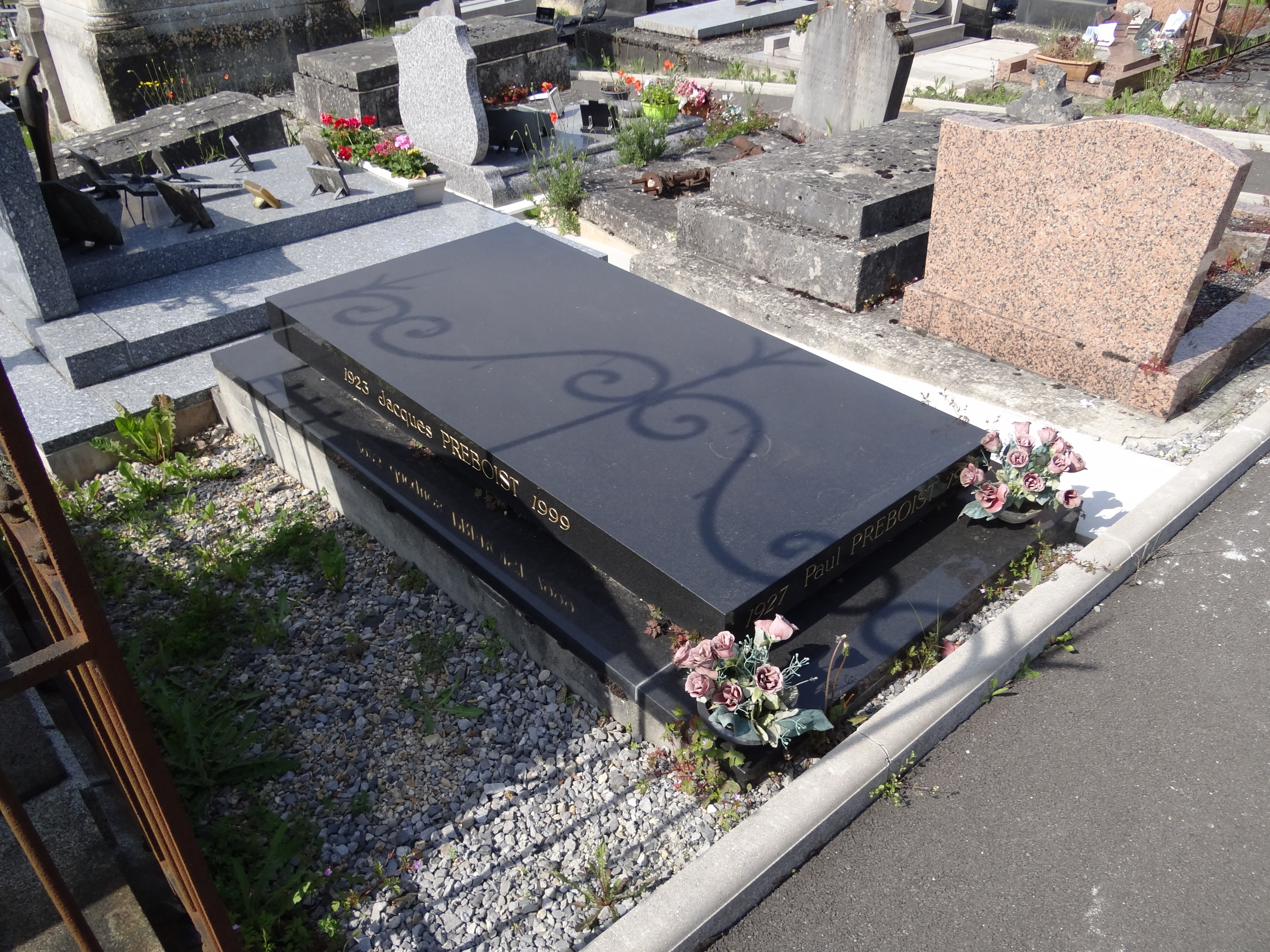
La tombe de Paul Préboist au cimetière de Couilly-Pont-aux-Dames (Seine-et-Marne).

Crématisé au crématorium du cimetière du Père-Lachaise, une partie de ses cendres est enterrée dans le cimetière de Couilly-Pont-aux-Dames en Seine-et-Marne. L'autre partie se trouve à Nizas (Hérault), dans le caveau de famille d'une amie proche, la pianiste Darzie (Marie-Thérèse Turquet, 1939-2004),.

## Postérité
Une rue porte son nom dans le quartier de la Croix-Rouge à Marseille.

## Théâtre
- Juin 1951 à septembre 1952 : Drame à Toulon - Henri Martin de Claude Martin et Henri Delmas, troupe Les pavés de Paris
- 1953 : Le Dindon de Georges Feydeau, mise en scène Jean Meyer, théâtre des Célestins
- 1956 : Nemo d'Alexandre Rivemale, mise en scène Jean-Pierre Grenier, théâtre Marigny
- 1957-1958 : Auguste de Raymond Castans, mise en scène Jean Wall, théâtre des Nouveautés puis théâtre des Célestins
- 1958 : Rididine d'Alexandre Breffort, mise en scène Maurice Vaneau, théâtre Fontaine
- 1960 : Théodore cherche des allumettes et Boubouroche de Georges Courteline, mise en scène Georges Chamarat, théâtre des Célestins
- 1961 : Le Petit Bouchon de Michel André, mise en scène Jacques Mauclair, théâtre des Variétés
- 1962-1963 : Pas d'usufruit pour tante Caroline de Frédéric Valmain, mise en scène Jean Dejoux, théâtre Charles-de-Rochefort
- 1967 : Extra-Muros de Raymond Devos, mise en scène de l'auteur, théâtre des Variétés
- 1976 : Moi j'aime les bêtes (one-man show)

## Filmographie

### Cinéma

#### Années 1940-1950
- 1947 : Inspecteur Sergil de Jacques Daroy : figuration
- 1948 : Sergil et le Dictateur de Jacques Daroy : figuration
- 1952 : Les femmes sont des anges de Marcel Aboulker : figuration
- 1954 : Cadet Rousselle de André Hunebelle : un voleur à l'église
- 1954 : La Reine Margot de Jean Dréville : figuration
- 1954 : Le Vicomte de Bragelonne de Fernando Cerchio : figuration
- 1955 : Les Grandes Manœuvres de René Clair : figuration
- 1955 : Elena et les Hommes de Jean Renoir : le palefrenier
- 1955 : Quentin Durward (Quentin Durward) de Richard Thorpe : figuration
- 1955 : Les Hussards de Alex Joffé : figuration
- 1956 : Les Assassins du dimanche de Alex Joffé : figuration
- 1956 : Les Aventures de Gil Blas de Santillane de René Jolivet : un homme de l'escorte
- 1956 : Gervaise de René Clément : un spectateur au music-hall
- 1956 : Les Aventures d'Arsène Lupin de Jacques Becker : un palefrenier
- 1956 : Diane de Poitiers de David Miller : figuration
- 1956 : Fernand Cow-boy de Guy Lefranc : figuration
- 1957 : Élisa de Roger Richebé : un garde
- 1957 : Porte des Lilas de René Clair : figuration
- 1957 : La Route joyeuse de Gene Kelly : figuration
- 1957 : Échec au porteur de Gilles Grangier : figuration
- 1958 : Le Sicilien de Pierre Chevalier : un serveur
- 1958 : Les Vikings de Richard Fleischer : figuration
- 1959 : Croquemitoufle de Claude Barma : le manager de Gorilla
- 1959 : Signé Arsène Lupin de Yves Robert : l'ivrogne d'Enghein
- 1959 : Les Affreux de Marc Allégret
- 1959 : La Marraine de Charley de Pierre Chevalier : le vigile
- 1959 : Le Trou de Jacques Becker : un surveillant dans les sous-sol
- 1959 : Le bossu de André Hunebelle : figuration

#### Années 1960
- 1960 : Le Mouton de Pierre Chevalier
- 1960 : Crésus de Jean Giono : Baptistin, le maçon
- 1960 : Le Capitan de André Hunebelle : le voleur à la tire
- 1961 : Cocagne de Maurice Cloche : Banane
- 1961 : Dans la gueule du loup de Jean-Charles Dudrumet
- 1961 : Le Miracle des loups de André Hunebelle : un baladin
- 1961 : Auguste de Pierre Chevalier : M. Dupont, le photographe
- 1961 : Les Nouveaux Aristocrates de Francis Rigaud : l'imprimeur
- 1961 : Tout l'or du monde de René Clair : un automobiliste pique-niqueur, qui relève Bernard Musson
- 1961 : Le Capitaine Fracasse de Pierre Gaspard-Huit : un garde abattu d'une balle
- 1962 : Cartouche de Philippe de Broca : un gendarme
- 1962 : Les Sept Pêchés capitaux, sketch La Gourmandise de Philippe de Broca : le facteur
- 1962 : Arsène Lupin contre Arsène Lupin de Édouard Molinaro
- 1962 : Tartarin de Tarascon de Francis Blanche : Costecalde
- 1962 : Les Parisiennes, sketch Ella de Jacques Poitrenaud
- 1964 : La Mort d'un tueur de Robert Hossein : le coiffeur
- 1964 : Week-end à Zuydcoote de Henri Verneuil : un soldat
- 1964 : Gare à la peinture (The Art of Love) de Norman Jewison
- 1964 : Les Gorilles de Jean Girault : l'agent d'Orly
- 1965 : Quand passent les faisans de Édouard Molinaro : le brocanteur
- 1965 : Le Majordome de Jean Delannoy : le domestique de M. Ventoux
- 1965 : Cent briques et des tuiles de Pierre Grimblat : le cousin
- 1965 : Les Tribulations d'un Chinois en Chine de Philippe de Broca : Cornac
- 1966 : Monsieur le PDG de Jean Girault : l'adjudant
- 1966 : La Grande Vadrouille de Gérard Oury : un pêcheur
- 1966 : Sale temps pour les mouches de Guy Lefranc : l'inspecteur Pinaud
- 1966 : Le Grand Restaurant de Jacques Besnard : le sommelier
- 1967 : Le Vieil Homme et l'Enfant de Claude Berri : Maxime, le paysan
- 1967 : Un idiot à Paris de Serge Korber : le gardien du square
- 1967 : L'Homme qui trahit la mafia de Charles Gérard : le garagiste
- 1967 : Fleur d'oseille de Georges Lautner : Gallière
- 1967 : Oscar de Édouard Molinaro : Charles, le domestique
- 1967 : Le Fou du labo 4 de Jacques Besnard : l'agent
- 1968 : Béru et ces dames de Guy Lefranc : l'inspecteur Pinaud
- 1969 : La Honte de la famille de Richard Balducci : l'inspecteur Picherande
- 1969 : Hibernatus de Édouard Molinaro : Charles, le domestique
- 1969 : Mon oncle Benjamin de Édouard Molinaro : maître Parlanta, l'huissier

#### Années 1970
- 1970 : L'Homme orchestre de Serge Korber : le directeur de l'hôtel
- 1970 : Et qu'ça saute ! de Guy Lefranc : Guadara
- 1970 : La Maison de Gérard Brach : Pascal
- 1970 : Le Distrait de Pierre Richard : M. Klerdenne
- 1970 : Le Gendarme en balade de Jean Girault : le palefrenier
- 1971 : L'Explosion de Marc Simenon : l'inspecteur Brickmoll
- 1971 : Le Bateau sur l'herbe de Gérard Brach : Léon
- 1971 : L'Avocat (court métrage) - réalisateur
- 1971 : Doucement les basses de Jacques Deray : le vieil enfant de chœur
- 1971 : Sur un arbre perché de Serge Korber : le radio-reporter
- 1971 : Laisse aller, c'est une valse de Georges Lautner : Rollas
- 1971 : La Folie des grandeurs de Gérard Oury : le muet
- 1971 : Jo de Jean Girault : l'adjudant de gendarmerie
- 1972 : Le Trèfle à cinq feuilles d'Edmond Freess : Léon Constant
- 1972 : Les Malheurs d'Alfred de Pierre Richard : le paysan téléspectateur
- 1972 : Tout le monde il est beau, tout le monde il est gentil de Jean Yanne : le curé de campagne
- 1972 : Les Fous du stade de Claude Zidi : Jules, l'épicier du village
- 1972 : Les Joyeux Lurons de Michel Gérard : le curé Paccard
- 1972 : Le Viager de Pierre Tchernia : le fromager de la grande surface
- 1972 : Ah ! Si mon moine voulait... de Claude Pierson : Maître Sandras
- 1973 : Quelques messieurs trop tranquilles de Georges Lautner : Adrien Perroles
- 1973 : La Raison du plus fou de François Reichenbach : le chauffeur du poids lourd
- 1973 : La Belle Affaire de Jacques Besnard : un des frères Nahum
- 1973 : Moi y'en a vouloir des sous de Jean Yanne : l'agent Vergeot
- 1973 : L'Heptameron de Claude Pierson : maître Sandras
- 1973 : Le Plumard en folie de Jacques Lemoine : Paul, le livreur
- 1973 : La Dernière Bourrée à Paris de Raoul André : Émile, le premier plombier
- 1974 : Le Permis de conduire de Jean Girault : le chef de gare
- 1974 : Les Chinois à Paris de Jean Yanne : le fonctionnaire
- 1974 : Les Vacanciers de Michel Gérard : Benjamin Chatton
- 1974 : OK patron de Claude Vital : le patron de Léon
- 1974 : Les Quatre Charlots mousquetaires d'André Hunebelle : le père Joseph
- 1974 : Les Charlots en folie : À nous quatre Cardinal ! de André Hunebelle : le père Joseph
- 1974 : Y a un os dans la moulinette de Raoul André : M. Montescourt
- 1975 : Les borgnes sont rois, court métrage d'Edmond Séchan : Léon
- 1975 : Le Saint de Mme Victor, court métrage d'Éric Brach
- 1976 : La Grande Récré de Claude Pierson : Paulo
- 1976 : La Table, court métrage d'Éric Brach
- 1979 : À nous deux de Claude Lelouch : Mimile

#### Années 1980
- 1980 : Les Phallocrates de Claude Pierson : Cœurjoli
- 1980 : Une merveilleuse journée de Claude Vital : le docteur
- 1981 : Signé Furax de Marc Simenon : le détective White, partenaire de Blake
- 1981 : Les Uns et les Autres de Claude Lelouch : le grand-père d'Édith
- 1981 : Les Bidasses aux grandes manœuvres de Raphaël Delpard : le colonel Baudouin
- 1981 : Les Babas-cool de François Leterrier : M. Triconet
- 1982 : Les Misérables de Robert Hossein : M. Fauchelevent
- 1982 : Deux heures moins le quart avant Jésus-Christ de Jean Yanne : le gardien du lion
- 1982 : Mon curé chez les nudistes de Robert Thomas : le curé Daniel
- 1983 : Le Braconnier de Dieu de Jean-Pierre Darras : le curé
- 1983 : L'émir préfère les blondes de Alain Payet : Joseph, le majordome
- 1983 : Y a-t-il un pirate sur l'antenne ? (ou Superflic se déchaîne) de Jean-Claude Roy : l'inspecteur Harry Kossec
- 1983 : Un bon petit diable de Jean-Claude Brialy : un des frères Nick
- 1983 : Les Planqués du régiment de Michel Caputo : le colonel
- 1984 : Les Fausses Confidences de Roger Coggio : Arlequin
- 1984 : Liberté, Égalité, Choucroute de Jean Yanne : Gaston
- 1985 : Le Facteur de Saint-Tropez de Richard Balducci : Robin Bellefeuille, le facteur
- 1989 : La Folle Journée ou le Mariage de Figaro de Roger Coggio : Antonio

#### Années 1990
- 1990 : Il y a des jours... et des lunes de Claude Lelouch : le retraité qui sait tout
- 1992 : La Belle Histoire de Claude Lelouch : le professeur Tricot

### Télévision

#### Années 1950
- 1956 : En votre âme et conscience, épisode L'Affaire de Vaucroze de Jean Prat  : Chaudanson
- 1956 : L'Affaire du manoir de Jeufosse de Claude Barma : le garde-chasse
- 1956 : Edgar et sa bonne de François Chatel
- 1956 : Ivanov de Jean Prat
- 1957 : L'Alchimiste de Jean Prat
- 1957 : Azouk de Jean Prat
- 1957 : Bartleby, l'écrivain de Claude Barma : M. Dindon
- 1957 : La Locandiera de Jean Prat
- 1958 : Capitaine Archange de Roger Iglesis
- 1959 : Les Vacances de Brutus de Michel Mitrani
- 1959 : Un fameux coup de chapeau de Michel Mitrani
- 1959 : Sacrés fantômes de Roger Iglésis
- 1959 : En votre âme et conscience, épisode L'affaire Borras : Portès
- 1959 : La Nuit de Tom Brown de Claude Barma : le commis-voyageur
- 1959 : Le Légataire universel de Colette Thiriet : M. Scrupule
- 1959 : La Fontaine aux saints d'André Hugues
- 1959 : L'Ange de la miséricorde de François Gir
- 1959 : L'Affaire Boras de Jean Prat
- 1959 : Les Aventures d'Oscar de Bernard Roland : Achille

#### Années 1960
- 1960 : Bethleem de Provence de Jean Prat
- 1960 : Cyrano de Bergerac de Claude Barma : l'ivrogne
- 1961 : Hauteclaire ou le Bonheur dans le crime de Jean Prat : le garçon d'écurie
- 1961 : La Justice de Corregidor de Pierre Nivolet
- 1961 : Le Médecin volant d'Ange Casta
- 1961 : Élan blanc de Pierre Cardinal
- 1961 : Le Trésor des 13 maisons de Jean Bacque
- 1962 : Font-aux-cabres de Jean Kerchbron d'après Lope de Vega : Mengo
- 1962 : L'inspecteur Leclerc enquête, épisode Les Bons Enfants de Marcel Bluwal
- 1963 : Le Matériel humain de Gilbert Pineau
- 1963 : Le Pirate d'André Pergament
- 1963 : Une lettre perdue de Jean Prat
- 1964 : L'Avare de Jean Pignol : maître Jacques
- 1964 : La Belle Marinière de Jean-Pierre Marchand
- 1964 : Les Cinq Dernières Minutes, épisode Sans fleurs, ni couronnes de Claude Loursais : Émile Modeste
- 1965 : A corne d'isard de Jacques Villa
- 1965 : Les Cinq Dernières Minutes, épisode Bonheur à tout prix de Claude Loursais : le réalisateur
- 1965 : Les Cinq Dernières Minutes, épisode Des fleurs pour l'inspecteur de Claude Loursais : le bougnat
- 1965 : Les Cinq Dernières Minutes, épisode La Chasse aux grenouilles de Claude Loursais : le clochard
- 1965 : Les Contes d'Hoffmann d'Yves-André Hubert
- 1965 : Les Fourberies de Scapin de Jean Kerchbron
- 1965 : Mon royaume pour un lapin de Jacques Villa : le braconnier
- 1965 : Le Passage de Vénus de Guy Casaril : le professeur d'astrologie
- 1965 : Frédéric le gardian de Jacques Villa : Jules
- 1965 : Le train bleu s'arrête 13 fois, épisode Marseille, choc en retour de Michel Drach
- 1966 : Les Cinq Dernières Minutes, épisode Pigeon vole de Claude Loursais : Pitois
- 1966 : Les Faux Frères de Jean Pignol
- 1966 : Les Cinq Dernières Minutes, épisode Histoire pas naturelle de Guy Lessertisseur : Paul
- 1967 : Les Cinq Dernières Minutes, épisodeFinir en beauté de Claude Loursais : le veilleur de nuit
- 1967 : Les Gueux au paradis de Jean Pignol
- 1967 : Les Chiens de Nantouillet : Les Créatures du bon dieu - de Jean Laviron
- 1968 : La Dame fantôme de François Gir
- 1968 : La Tempête de François Gir : M. Caliban
- 1968 : Les Dossiers de l'agence O, épisode L'Homme tout nu de Marc Simenon : le vieux pilote
- 1969 : Une nuit à l'opéra de Jean Kerchbron

#### Années 1970
- 1970 : Les Lettres de mon moulin, sketch L'Élixir du révérend père Gaucher de Pierre Badel : le père Gaucher
- 1973 : Bienvenu à Michel Simon, documentaire : lui-même
- 1975 : Le théâtre de Tristan Bernard : Le Captif, réalisation de Georges Folgoas
- 1976 : Au théâtre ce soir : Le Pirate de Raymond Castans, mise en scène Jacques Sereys, réalisation Pierre Sabbagh, théâtre Édouard VII
- 1976 : Le Sanglier de Cassis de Carlo Rim
- 1977 : Les Cinq Dernières Minutes, épisode Le Goût du pain de Claude Loursais : M. Merleau
- 1978 : L'Avare de Jean Pignol : maître Jacques

#### Années 1980
- 1980 : Kick, Raoul, la Moto, les Jeunes et les Autres de Marc Simenon : Jules
- 1981 : Le Tribunal des flagrants délires de divers réalisateurs : un témoin
- 1982 : La Croix qui mousse de Régis Forissier
- 1983 : Tante Blandine de Guy Jorré : Jojo
- 1983 : Merci Sylvestre, épisode La Call-girl de Serge Korber
- 1987 : La Calanque de Jean Canolle et Abder Isker : Ange
- 1988 : Pas de panique - Loft story- de Stéphane Bertin et Boramy Tioulong
- 1989 : Sueurs froides, épisode Mort en copropriété de Arnaud Sélignac : M. Plomion

#### Années 1990
- 1991 : Club Dorothée : Emission du 13 Février : Invité d'honneur de l'émission : Nombreux sketchs matinée et après-midi.
- 1991 : Le cadeau de Noël

## Discographie
- 1977 : La Bougeotte avec Jean-Roger Caussimon
- 1983 : Ça fait du bien[15].
- 1983 : I love vachement you.
- 1991 : P'tit père la douceur.
- 1991 : Les pieds plats.

## Radio
- Bons baisers de partout (feuilleton radiophonique) : Nicolas Leroidec

### Documentation
- Son portrait sur Nanarland
- Ses chansons sur Bide-et-Musique